# Ophrys vetula
Ophrys vetula is een Europese orchidee. Het is een zeer zeldzame soort, die endemisch is in de zuidelijke Zee-Alpen in het uiterste zuidwesten van Frankrijk. De plant wordt niet door alle botanici als een volwaardige soort gezien.

## Naamgeving enetymologie
- Synoniem: Ophrys scolopax subsp. vetula (Barla) Kreutz., O. scolopax var. atropos Barla, O. atropos (Barla) B.D.Jackson, O. scolopax auct. non Cavanilles
- Frans: Ophrys vielle, Ophrys décrépit

De botanische naam Ophrys stamt uit het Oudgrieks en betekent ‘wenkbrauw’, wat zou moeten slaan op de behaarde lip. De soortaanduiding vetula betekent 'oude vrouw', naar de veronderstelde gelijkenis van het speculum met een tekening van een oude vrouw.

## Kenmerken

### Habitus

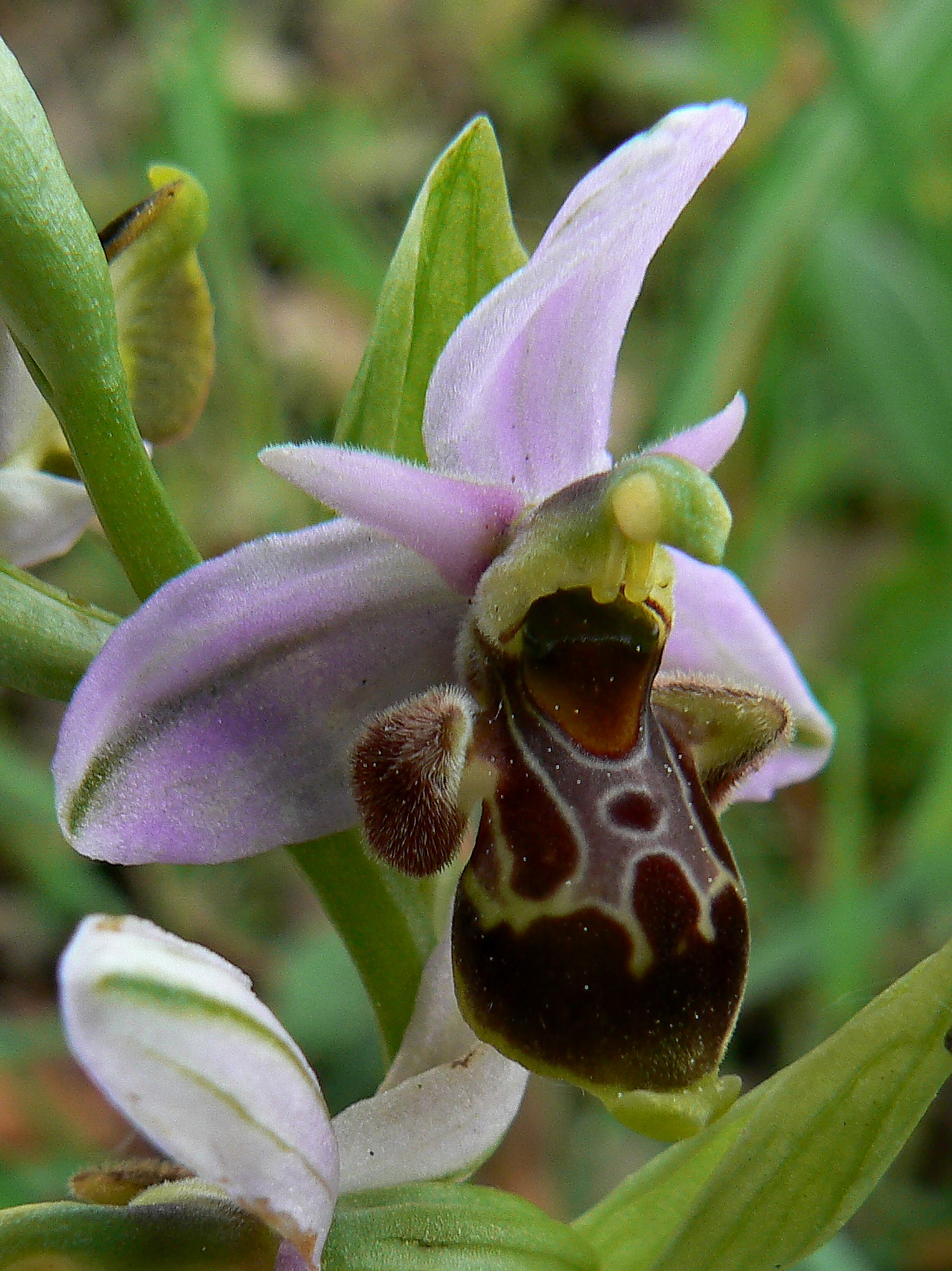
detail bloem

Ophrys vetula is een overblijvende, niet-winterharde plant, tot 50 cm hoog, slank gebouwd, met drie tot negen vrij grote bloemen in een lange, ijle aar.

### Bloemen
De bloemen lijken zeer sterk op die van de sniporchis (Ophrys scolopax), met slechts kleine verschillen. Ze dragen brede, roze ovale kelkbladen met een duidelijke groene middennerf en in verhouding kleine, driehoekige bovenste kroonbladen in dezelfde kleur.
De lip is tot 11 mm lang, convex maar vlakker en onderaan breder dan die van de sniporchis, de randen niet naar achter gebogen maar zelfs naar voor teruggeslagen. Het midden van de lip is donkerbruin, fluweelachtig behaard, met in de hoeken bovenaan twee zeer opvallende, driehoekige uitstulpingen, geel tot lichtbruin gekleurd en aan de buitenzijde ruw behaard. Het speculum is dikwijls zeer uitgebreid en complex, roodbruin tot paarsachtig gekleurd en met wit omrand. Het aanhangseltje is opgericht, groot en dikwijls drielobbig. De stempelholte is zeer smal en dikwijls bleker dan het basaal veld.
De bloeitijd is van mei tot half juli.

## Habitat
De soort groeit vooral op droge, kalkrijke bodems op zonnige tot beschaduwde plaatsen, zoals graslanden, garrigues, struikgewas en lichte naaldbossen, tot op een hoogte van 700 m.

## Verspreiding en voorkomen
O. vetula is een zeer zeldzame en slechts plaatselijk voorkomende soort, endemisch in de zuidelijke Zee-Alpen (Alpes maritimes) in de zuidwestelijke departementen Var en Alpes-Maritimes van Frankrijk, en in het aangrenzende Italiaanse Ligurië.

## Verwantschap en gelijkende soorten
O. vetula lijkt zeer sterk op de zustersoorten O. scolopax en O. santonica, zodat ze door sommige botanici tot een van deze soort worden gerekend.
Ze kan van O. scolopax onderscheiden worden door de bredere minder bolle bloemlip, met een complexer speculum en een groter, dikwijls drielobbig aanhangseltje, en door de latere bloeitijd (mei tot juli, tegenover maart tot mei).